# ملا حاجی‌لی
ملا حاجی‌لی (به لاتین: Mollahacılı) یک منطقه مسکونی در جمهوری آذربایجان است که در شهرستان گوی‌چای واقع شده است. این روستا ۲۴۶ نفر جمعیت دارد.